# Lil'wat
Les Lil'wat sont une population amérindienne du Canada, implantée dans la partie sud de la chaîne Côtière, à l'intérieur de la province de Colombie-Britannique. La nation Lil'wat, également appelée Mount Currie Indian Band en anglais, est membre du conseil tribal Lilloet. La principale réserve qu'elle administre, qui est aussi l'une des plus grandes du Canada par la population, est située sur le Mont Carrie , à une trentaine de kilomètres à vol d'oiseau de la station de sports d'hiver de Whistler.

## Démographie
L'effectif inscrit de la nation Lil'wat se monte en mars 2014 à 2 138 membres : 1 420 d'entre eux (dont 737 hommes et 683 femmes) vivent dans les réserves Lil'wat, 81 dans d'autres réserves (43 hommes et 37 femmes) ou sur d'autres terres domaniales (une femme) et 637 (297 hommes et 340 femmes) hors réserve.

## Réserves
La nation Lil'wat administre les réserves de Challetkohum no 1 et 9 ; Lokla no 4 ; Mount Currie no 1, 2, 6, 7, 8 et 10 ; et Nesush no 3. C'est à Mount Currie no 6, généralement appelée « la réserve de Mount Currie », que réside la communauté la plus nombreuse : 800 personnes en 2006, dont 785 d'identité autochtone ; 920 en 2011.

## Jeux olympiques de 2010
De nombreux aménagements réalisés pour les Jeux olympiques d'hiver de 2010 se sont faits sur des territoires revendiqués par les Lil'wat et les Squamish. Ils ont été l'objet de longues discussions entre les Premières Nations et les gouvernements provincial et fédéral. L'un des résultats en a été la construction d'un centre culturel « Squamish Lil'wat » dans la station de Whistler. Les autochtones ont également été parties prenantes dans toutes les phases d'élaboration et de construction du chantier des 250 hectares du centre nordique, dans la vallée du Callaghan. Enfin, les Lil'wat ont obtenu le transfert à leur bénéfice de plusieurs centaines d'hectares situés aux abords de l'autoroute Sea to sky.

## Galerie

Quelques pièces d'art traditionnel Lil'wat, exposées au centre culturel « Squamish Lil'wat»
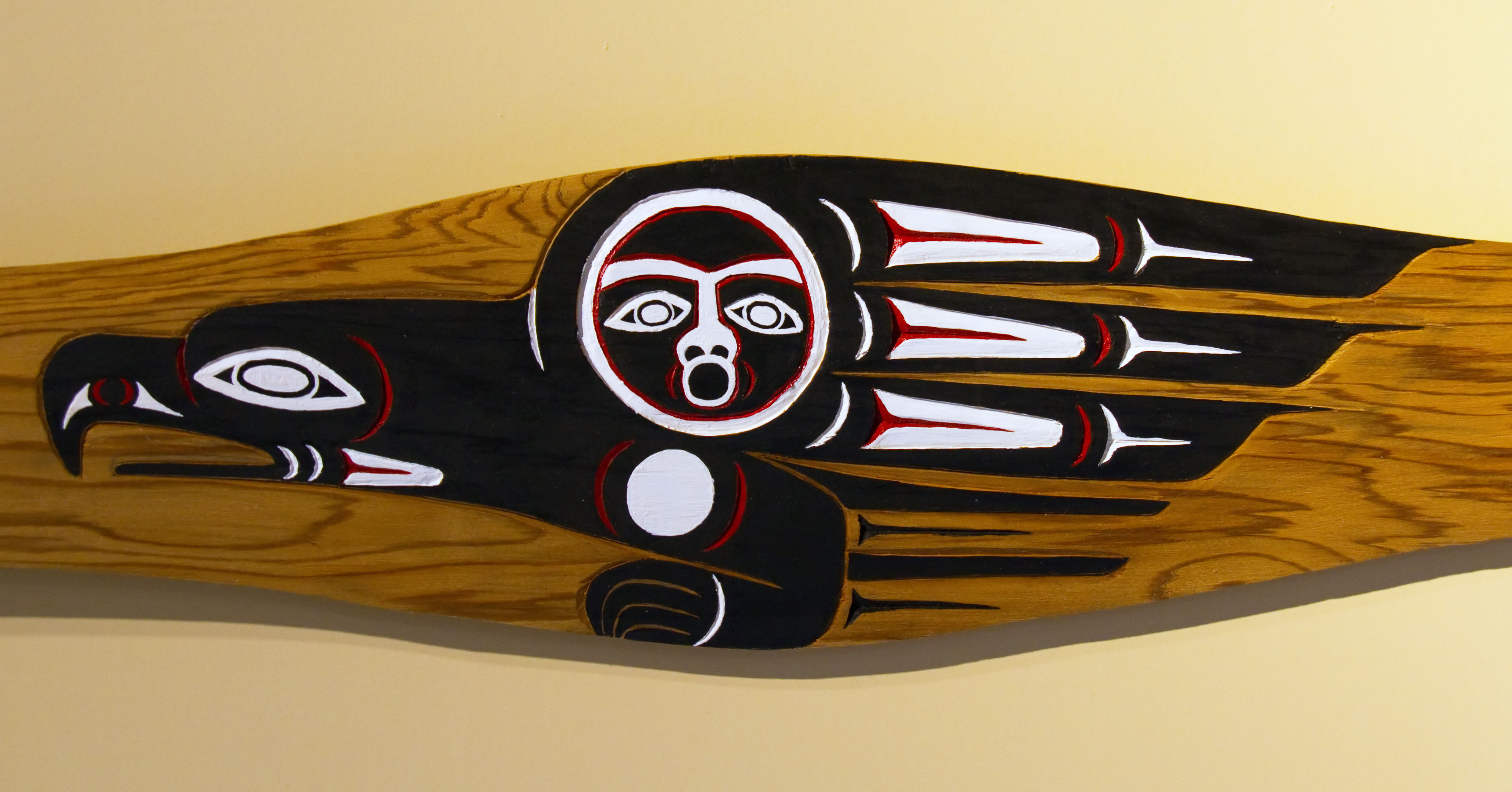
Tête d'aigle.
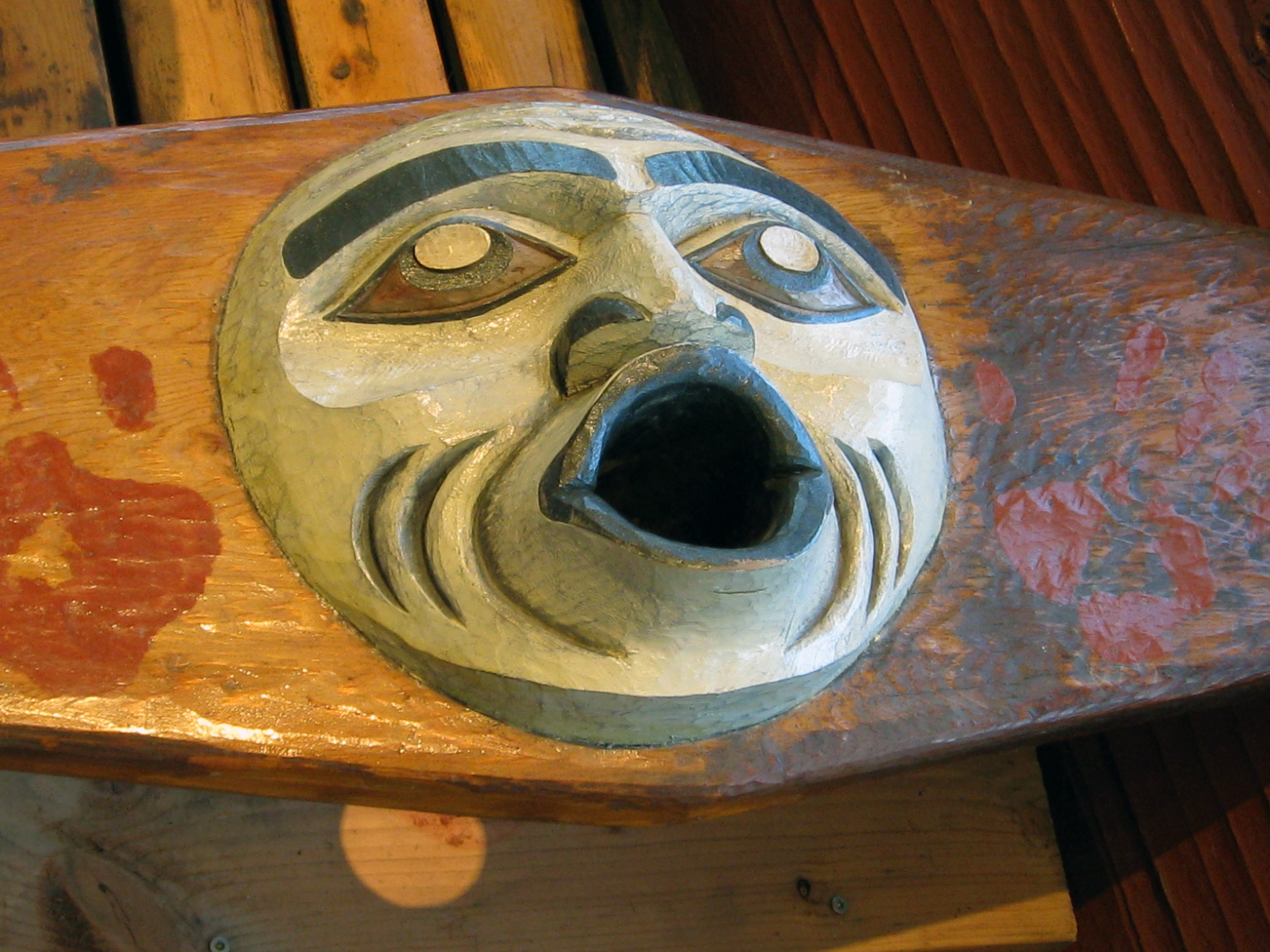
Le vent du nord.
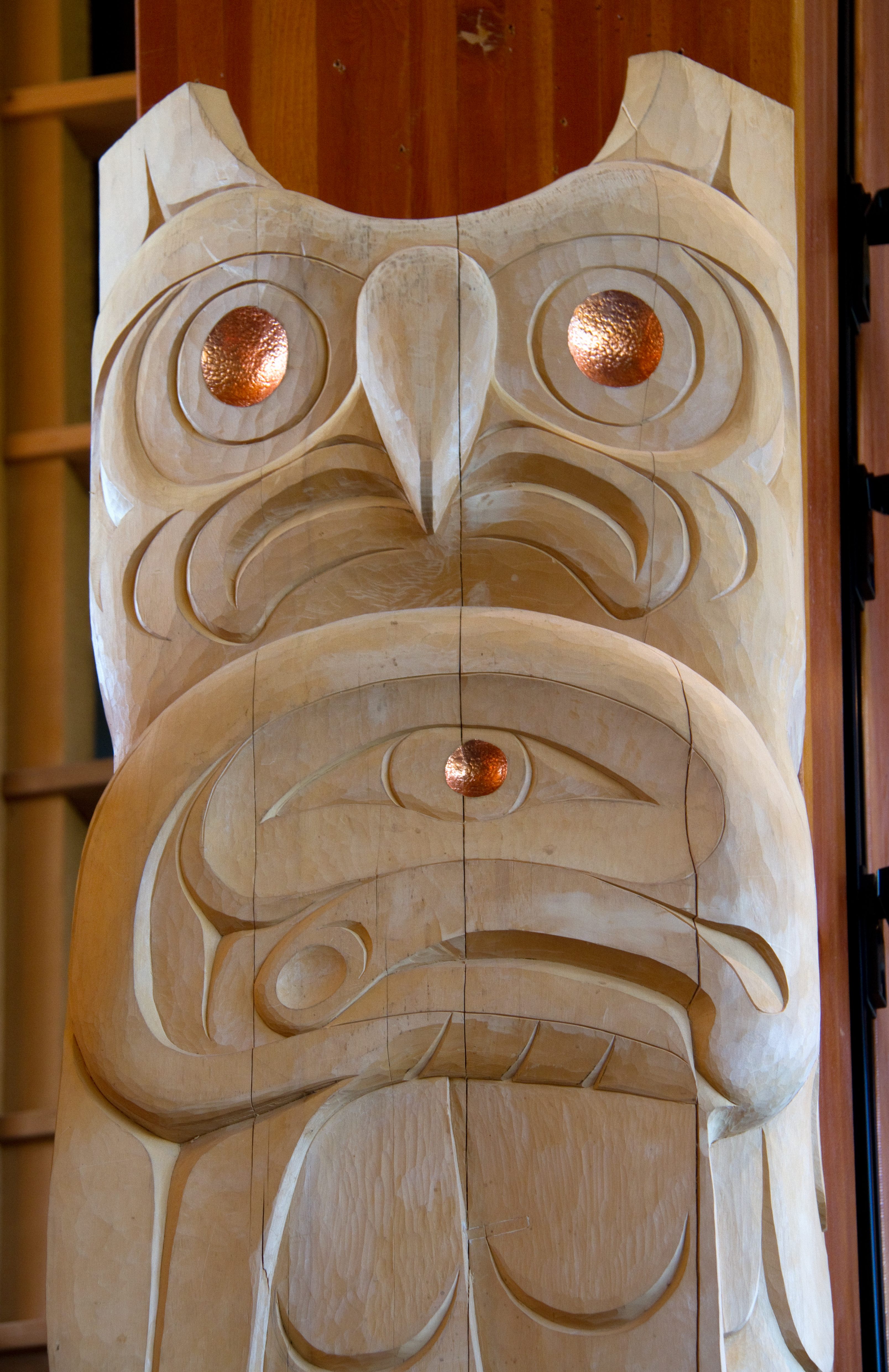
Totem.
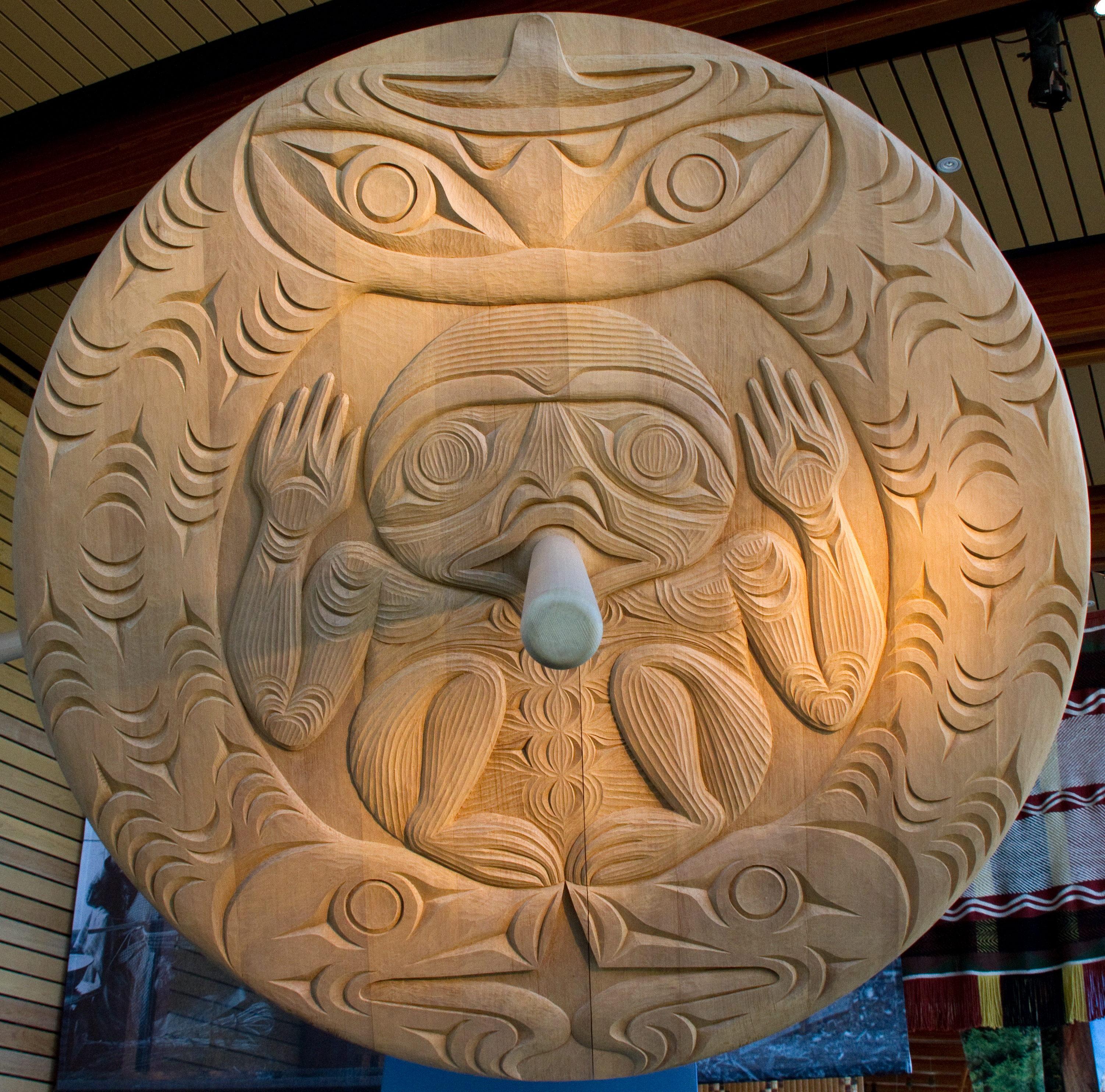
Broche en bois sculpté.
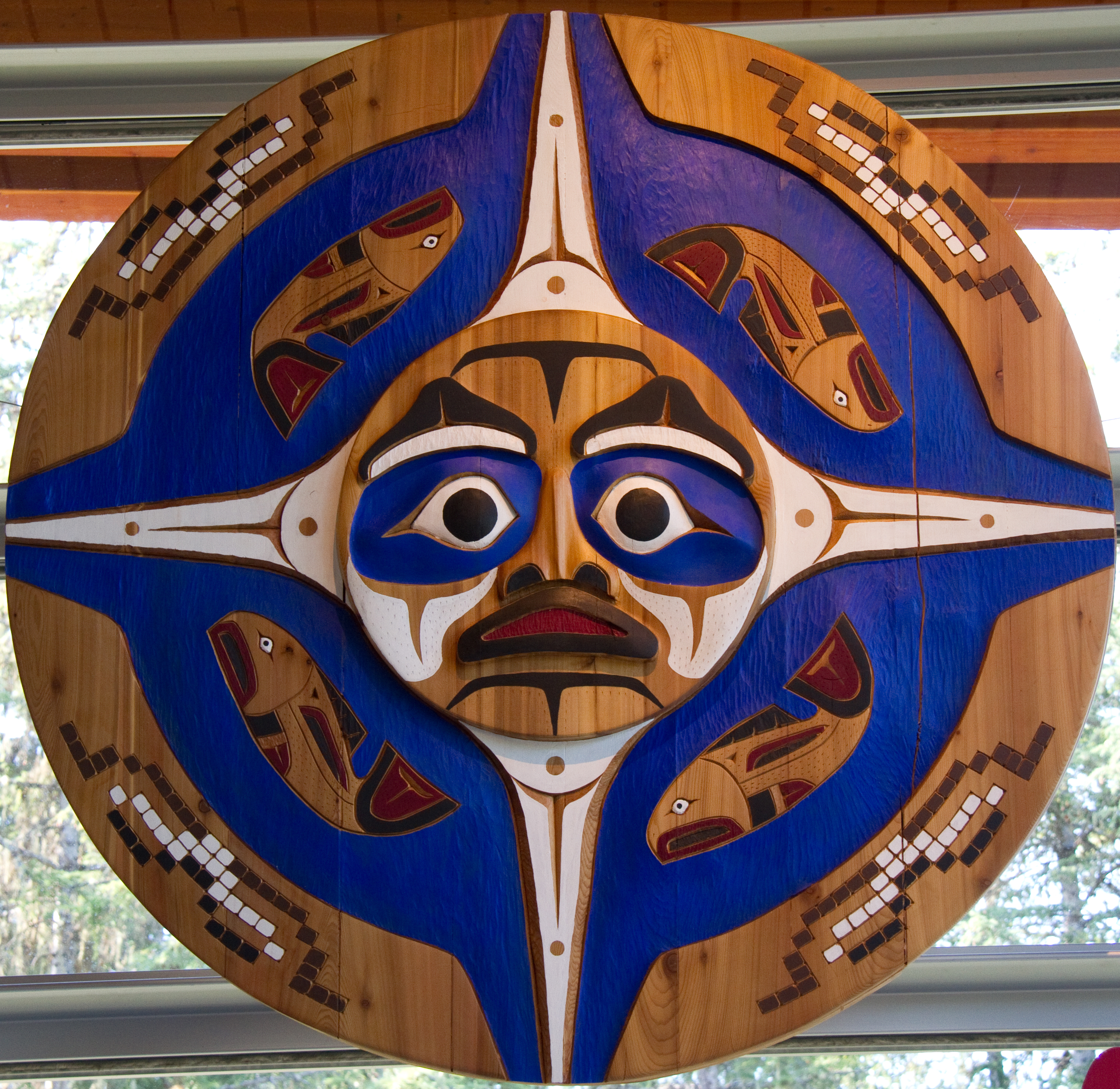
Poissons peints.
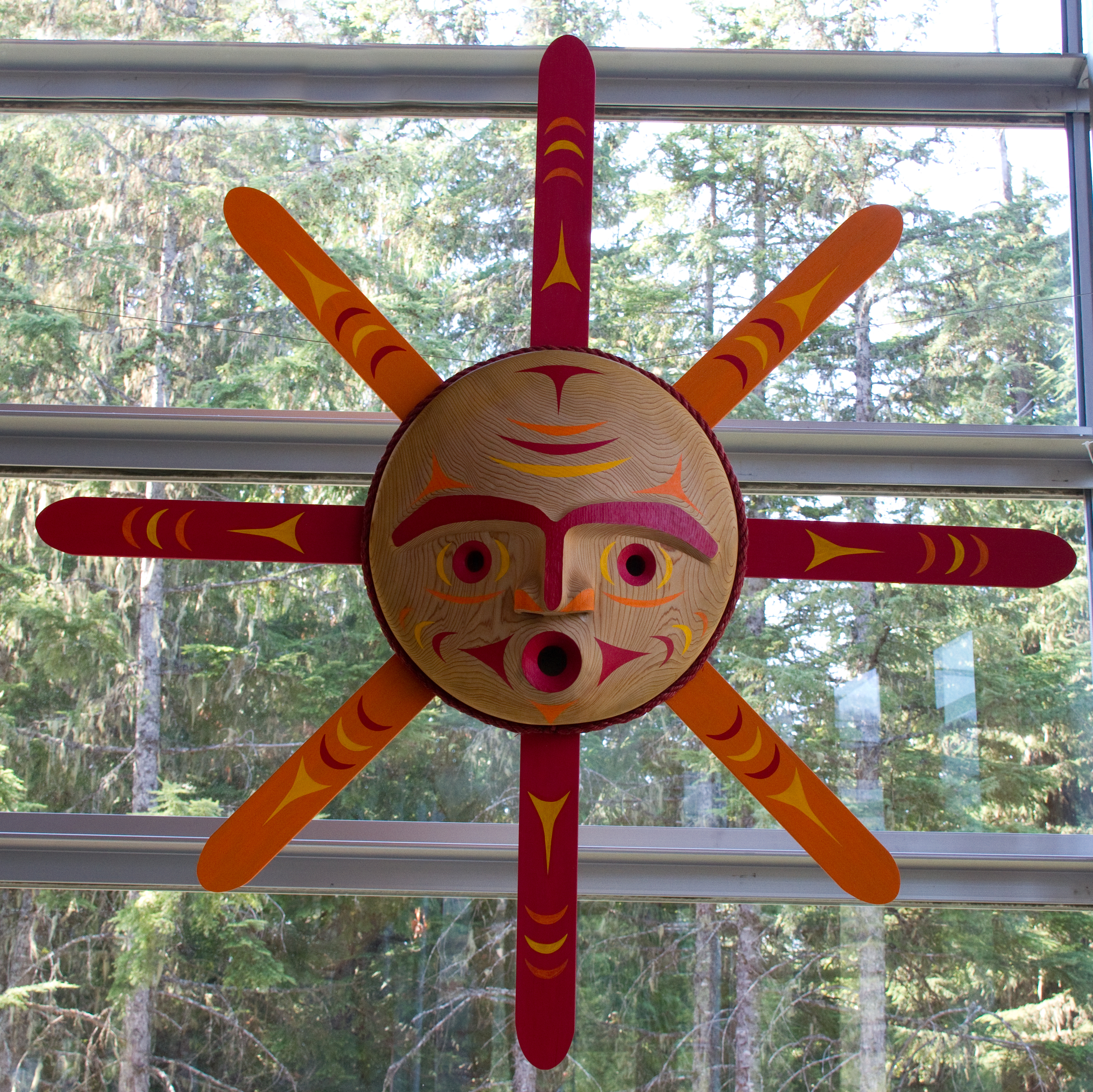
Rose des vents à 8 directions.
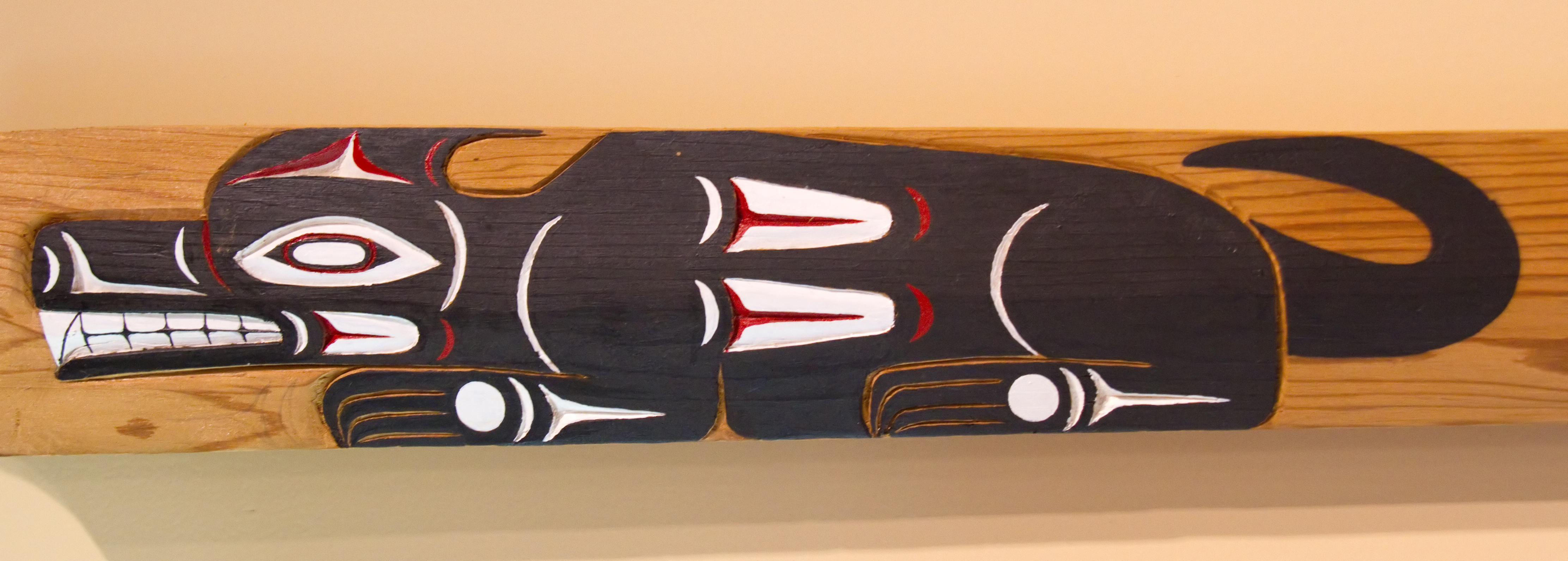
Chien.